# 梁邱镇
梁邱镇，是中华人民共和国山東省临沂市费县下辖的一个乡镇级行政单位。

## 行政区划
梁邱镇下辖以下地区：
梁邱西村、王家邵庄村、书房村、马家沟村、涝坡村、英家口村、稻港村、北燕庄村、夏家沟村、梁邱北村、邵庄村、温凉河村、季作村、北王家庄村、马蹄河村、黄山前村、寨前村、梁邱东村、张庄村、雁鸣湖村、关阳司村、双兴村、郝家村、侯家庄村、新泉村、温泉村、甘田庄村、大花园村、桃花园村、下河村、龙翔村、新柱子村、向阳庄村和燕山村。